# Чикашей
Чикашей (англ. Chickasha) — город и административный центр округа Грейди в штате Оклахома в Соединённых Штатах Америки.
По данным переписи 2020 года, население города составляло 16,051 человек.

## История
Чикашей был основан Хобартом Джонстоном Уитли, застройщиком, банкиром, фермером и руководителем Rock Island Railroad.

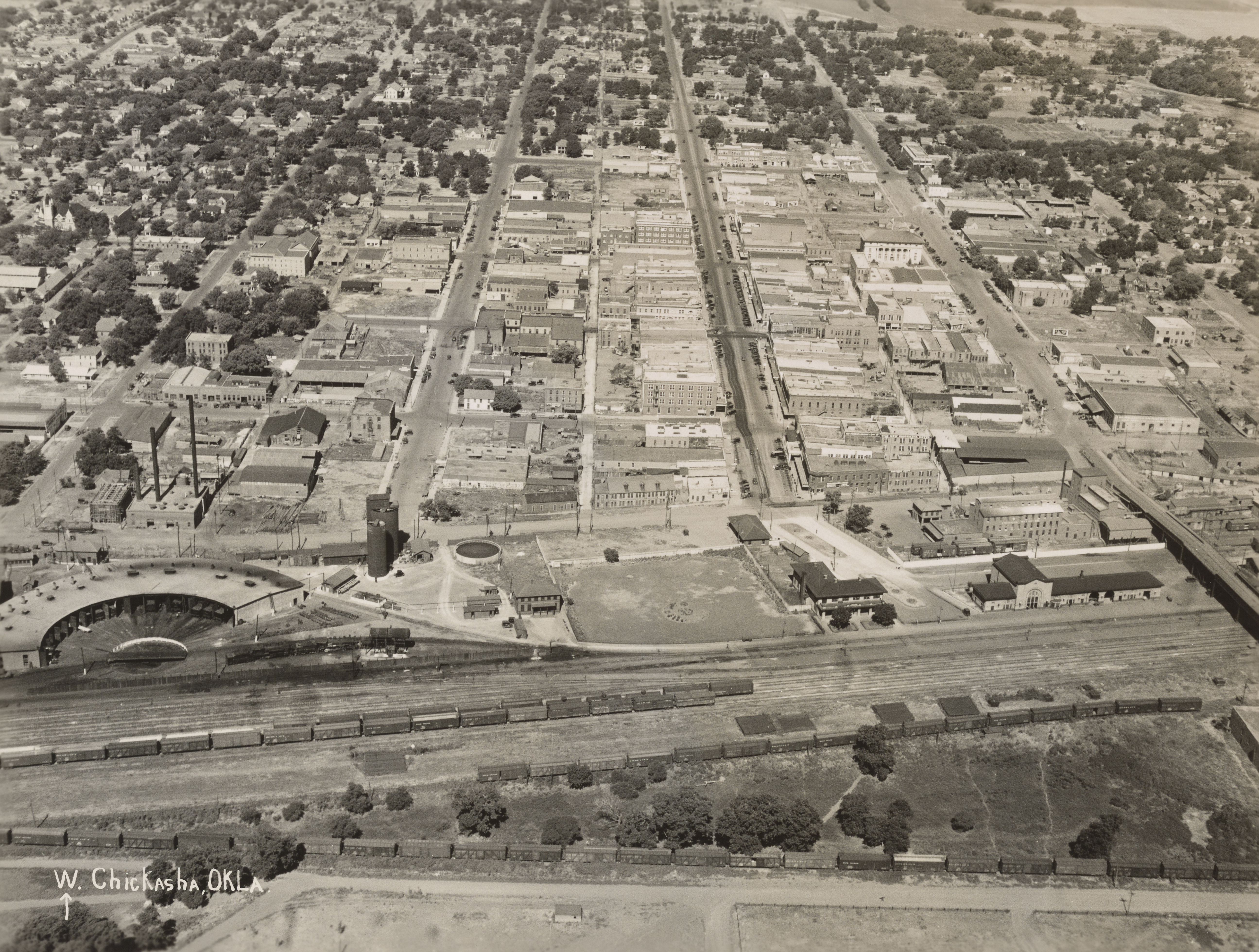
Чикашей в 1927 году

На момент своего основания поселение находилось в округе Понтоток.
Основание произошло в 1892 году, когда железная дорога Чикаго, Рок-Айленд и Тихоокеанский регион построила путь через Индейскую территорию.
Отделение Почтовой службы США было открыто в июне 1892 года. Одним из первых промышленных предприятий, появившихся в городе, стала Chickasha Cotton Oil Company, которая была основана в 1899 году.
Статус города Чикашей получил в 1902 году.

## География
Чикашей расположен к западу от центра округа Грейди и в 68 км к юго-западу от Оклахома-Сити, куда можно добраться по межштатной автомагистрали I-44.
Лайн-Крик проходит через северную часть города и впадает в реку Уошита примерно в одной миле к северо-востоку от города. Затем Уошита поворачивает на юг и образует часть восточной границы Чикашей.
По данным Бюро переписи населения США, общая площадь города составляет 22,1 квадратных мили (57,2 км2), из которых 0,04 квадратных мили (0,1 км2 или 0,22%) приходится на водную поверхность.